# Drosophila morelia
Drosophila morelia är en tvåvingeart som beskrevs av Vilela och Bachli 2004. Drosophila morelia ingår i släktet Drosophila och familjen daggflugor.
Artens utbredningsområde är Mexiko och Panama.